# Первый морской закон от 28 марта 1898 года
Пе́рвый морско́й зако́н — документ, принятый рейхстагом Германской империи 28 марта 1898 года в рамках нового внешнеполитического курса «мировой политики».
Этот закон предусматривал строительство качественно нового флота, предназначенного не только для обороны собственных берегов на Балтике и в Северном море, но и для активной деятельности «на просторах Мирового океана». 

В соответствии с Первым морским законом к 1903 году должны были быть построены 7 линкоров, 2 броненосных крейсера и 17 бронепалубных и легких.